# James Toback

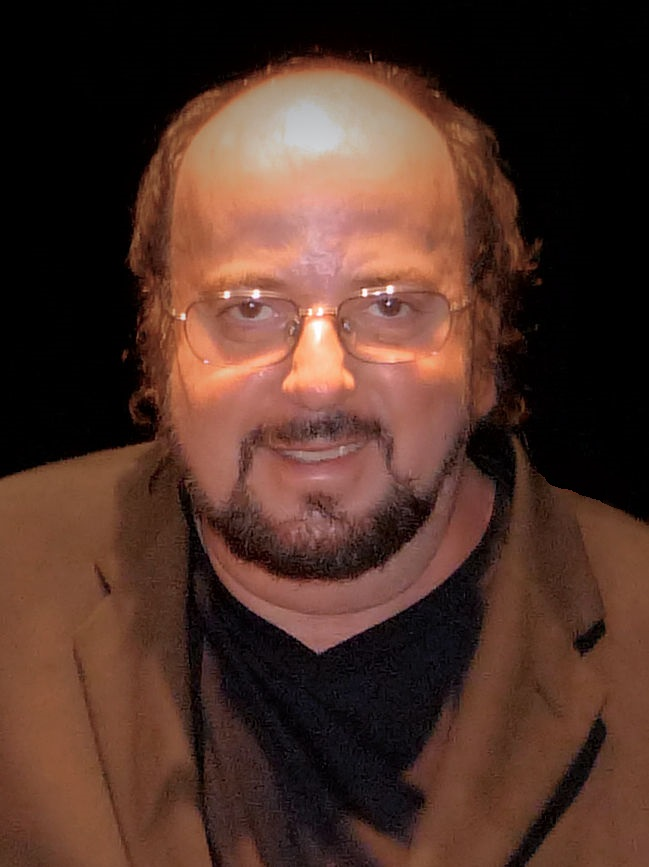
James Toback (2009)

James Toback (* 23. November 1944 in New York City) ist ein US-amerikanischer Drehbuchautor und Filmregisseur.

## Herkunft und frühe Jahre
Toback wurde in Manhattan New York City geboren. Seine Mutter, Selma Judith, war Vorsitzende der League of Women Voters und Moderatorin politischer Diskussionssendungen auf NBC. Sein Vater, Irwin Lionel Toback, war Börsenmakler.
Nach seinem Abschluss in Harvard mit summa cum laude im Jahre 1966 war Toback zunächst als Journalist tätig, schrieb dann Drehbücher u. a. für Karel Reisz und drehte 1978 seinen ersten eigenen Film.

## Vorwürfe sexueller Übergriffe
Im Oktober 2017 warfen über 200 Frauen Toback sexuelle Belästigung vor. Nachdem Anfang Oktober 2017 der Weinstein-Skandal bekannt geworden war, berichtete die Los Angeles Times, dass 38 Frauen Toback der sexuellen Belästigung beschuldigten. Toback galt zwar in Hollywood als Womanizer (Frauenheld), wie im Fall von Harvey Weinstein waren aber die sexuellen Belästigungen über Jahrzehnte nicht an die Öffentlichkeit gelangt. Nach dem ersten Bericht stieg die Zahl der möglichen Opfer auf über 200 Frauen an. Toback soll vor jungen Frauen masturbiert oder sie vergewaltigt haben. Toback bestritt die Vorwürfe vehement. Er behauptete, sich nicht an die Frauen und Ereignisse erinnern zu können. Bis Ende Oktober stieg die Anzahl der Frauen, welche Toback sexuelle Belästigung vorwarfen, auf über 300. Toback selbst äußerte sich unflätig über die Frauen bei Breitbart News Network.
Anfang 2018 wurde bekannt, dass es vorerst keine Anklagen gegen Toback geben werde, da die angeblichen Taten entweder verjährt oder für eine Anklage nicht genügend nachweisbar seien.
Im Jahr 2022 wurde er von vierzig Frauen verklagt. 2025 wurde den Klägerinnen 1,7 Milliarden Dollar zugesprochen.

## Filmografie (Auswahl)
Drehbuch
- 1974: Spieler ohne Skrupel (The Gambler) – Regie: Karel Reisz
- 1991: Bugsy – Regie: Barry Levinson

Drehbuch und Regie
- 1978: Finger – Zärtlich und brutal (Fingers)
- 1980: Geld und Liebe (Love and Money)
- 1983: Gefährliches Dreieck (Exposed)
- 1987: Jack, der Aufreißer (The Pick-Up Artist)
- 1989: The Big Bang
- 1997: Ein Mann für zwei (Two Girls and a Guy)
- 1999: Black and White
- 2000: Harvard Man

Literarische Vorlage
- 2002: Der wilde Schlag meines Herzens (De battre mon cœur s’est arrêté)

## Auszeichnungen
1992: Oscar-Nominierung für das beste Originaldrehbuch (Bugsy)